# Новостепнянське
Новостепня́нське —  село в Україні, у Запорізькому районі Запорізької області. Входить до складу Степненської сільської громади. Населення становить 465 осіб. До 2020 року орган місцевого самоврядування - Наталівська сільська рада.

## Географія
Село Новостепнянське знаходиться на відстані 0,5 км від села Новотавричеське та за 2,5 км від села Лежине. Поруч проходить залізниця, станція Кирпотине за 2 км.